# Тамірес Кассіа Діас
Тамірес Кассіа Діас де Брітто (ім'я при народженні — Тамірес Кассіа Діас Гомес) або просто Тамірес (порт.-браз. Tamires Cássia Dias Gomes / Tamires; нар. 10 жовтня 1987, Каете, Мінас-Жерайс, Бразилія) — бразильська футболістка, захисниця клубу «Корінтіанс» та національної збірної Бразилії.

## Клубна кар'єра

### Ранні роки
Тамірес завжди любив грати у футбол, чекаючи, допоки поліцейський повернеться додому, або насолоджуючись компанією дядьків і двоюрідних братів, щоб пограти в м'яч. У 11-річному віці вирішила, що хоче стати професіональною спортсменкою, подивившись гру жіночої збірної по телевізору.

### Початок кар'єри
У 15 років переїхала до Сан-Паулу, щоб жити з тіткою і спробувати розпочати футбольну кар'єру. Кар'єра Тамірес розпочалася з футзалу, з виступів за команди з Гуарульоса, таких як Тигр та Естрела.
У 2003 році «Тигр» відправив групу гравчинь для перегляду до футбольного поля «Жувентус» з Муки, і Тамірес стала однією з тих, кого запросили до команди. Саме там вона зустріла свого чоловіка Сезара, який також грав за команду.

### Початок професіональної кар'єри
У 2006 році Тамірес покинула Жувентус і перейшла грати за «Сантус». У 2008 році провела 10 матчів в американській В-Лізі за «Шарлотт Леді Іглз», де отримала прізвисько «Там-Там». Проте вже того ж року повернулася до Бразилії, де стала гравчинею місцевого клубу «Ферроварія» з Араракуари (Сан-Паулу).
У 2009 році 21-річна Тамірес завагітніла й вирішила, що їй доведеться залишити футбол. Однак за підтримки сім'ї та чоловіка їй вдалося зустрітися з новим етапом свого життя. Тамірес провела два роки поза футболом, піклуючись про свого сина та супроводжуючи чоловіка, допоки не отримала запрошення від «Атлетіко Мінейру». Однак на відстані від сина та чоловіка вона вирішила знову припинити кар'єру.

### Повернення на футбольне поле
У 2013 році Тамірес повернувся до футболу, щоб захищати Сан-Бернарду і тренуватися в «Сентру Олімпіку». По завершенні Пан Американських ігор в Торонто, влітку 2015 року отримала запрошення перейти в «Фортуну» (Йоррінг) з Данії. У 2017 році Тамірес визнана найкращою гравчинею Фортуни (Йоррінг) та дев'ятою найкращою гравчинею Скандинавії.
У червні 2019 року погодила 1-річний контракт з «Корінтіанс», де отримала футболку з 37-им ігровим номером.

## Кар'єра в збірній
Виступала за збірну Сан-Паулу, яка представляла Бразилію на Кубку королеви Миру 2006 року. У національній збірній Бразилії дебютувала у вересні 2013 року на жіночому Кубку Вало 2013 року проти Нової Зеландії. А вже в своєму наступному матчі за збірну, який завершився перемогою бразилійок (4:0), відзначилася дебютним голом за національну команду проти Мексики.
На жіночому чемпіонаті Америки 2014 року Тамірес відзначилася п'ятим голом у переможному (6:0) матчі Бразилії проти Аргентини. У лютому 2015 року включена до 18-місячної програми проживання, викликаної для підготовки національної збірної до чемпіонату світу 2015 у Канаді та Олімпійських ігор 2016 у Ріо. На чемпіонаті світу 2015 року серед жінок Бразилія програла Австралії з рахунком 0:1. Тамірес залишилася в Канаді в складі чемпіонської збірної Бразилії на Панамериканських іграх 2015 року в Торонто.
У липні 2015 року Тамірес стала жертвою пограбування, покидаючи будинок матері в Санту-Андре, а її золоту медаль на Панамериканських іграх викрали. Бразильська конфедерація футболу (КБФ) подарувала їй копію нагороди.
Тамірес була включена до складу збірної Бразилії на літніх Олімпійських іграх 2016 року — її перших Олімпійських іграх. Вона залишилася основним лівим захисником національної збірної на чемпіонаті світу 2019 року в Франції. 12 грудня 2019 року в поєдинку проти Мексики провела свій 100-ий матч за національну команду.

### Голи за збірну
| Гол | Дата       | Місце              | Суперник   | #   | Рахунок | Результат | Змагання                |
| --- | ---------- | ------------------ | ---------- | --- | ------- | --------- | ----------------------- |
| 1   | 2013-09-25 | Сав'єз, Швейцарія  | Мексика    | 1.1 | 4-0     | 4-0       | Кубок Вало 2013         |
| 2   | 2014-04-09 | Брисбен, Австралія | Австралія  | 1.1 | 1-1     | 2-1       | Товариський матч        |
| 3   | 2014-09-26 | Санголькі, Еквадор | Аргентина  | 1.1 | 5-0     | 6-0       | Кубок Америки 2014      |
| 4   | 2016-12-7  | Манаус, Бразилія   | Коста-Рика | 1.1 | 2-0     | 6-0       | Міжнародний турнір 2016 |
| 5   | 2019-10-8  | Кельці, Польща     | Польща     | 1.1 | 0-2     | 1-3       | Товариський матч        |

## Особисте життя
Чоловік Тамірес, Сезар Брітто, футболіст, який виступає в нижчих дивізіонах Бразилії під іменем Сесінья. Пара виховаує сина Бернардо 2011 року народження.

## Досягнення
Сентру Олімпіку
- Жіночий чемпіонат Бразилії
  -  Чемпіон (1): 2013

«Фортуна» (Йоррінг)
- Чемпіонат Данії
  -  Чемпіон (2): 2016, 2018

- Кубок Данії
  -  Володар (2): 2016, 2019[14]

«Корінтіанс»
- Жіночий чемпіонат Бразилії
  -  Чемпіон (1): 2020

- Ліга Пауліста
  -  Чемпіон (2): 2019, 2020

- Кубок Лібертадорес
  -  Володар (1): 2019

### Збірна Бразилії
- Жіночий Кубок Америки
  -  Володар (2): 2014, 2018

- Пан-Американські ігри
  -  Володар (1): 2015

### Індивідуальні
- IFFHS CONMEBOL Woman Team of the Decade 2011–2020[15]